# Monostegia abdominalis
Monostegia abdominalis är en stekelart som först beskrevs av Fabricius 1798.  Monostegia abdominalis ingår i släktet Monostegia, och familjen bladsteklar. Arten är reproducerande i Sverige.